# Ran
Ran (乱? lett. "guerra civile" o "rivolta") è un film del 1985 scritto e diretto da Akira Kurosawa, ispirato alla tragedia di Shakespeare Re Lear.

## Trama
Il vecchio e potente signore feudale Hidetora Ichimonji ha deciso di dividere il suo feudo tra i tre figli Taro, Jiro e Saburo: il primogenito Taro diventerà capo del clan Ichimonji, sostenuto dagli altri due figli, mentre Hidetora manterrà il titolo di daimyō. Come dimostrazione, il vecchio signore prende una freccia dalla sua faretra e la spezza facilmente, poi ne prende tre e fa vedere come queste, unite insieme, siano difficili da spezzare. Saburo, il minore, lo critica apertamente per la sua scelta e spezza tutte e tre le frecce col suo ginocchio, quindi ricorda al padre che lui stesso aveva usato metodi spietati per ottenere il potere e prevede la rovina cui andrà incontro; Hidetora risponde scacciandolo insieme al suo fedele consigliere Tango che aveva preso le sue difese. Il nobile confinante Fujimaki decide di dare asilo a Saburo, notando la sua sincerità, e gli concede la mano della propria figlia.
Accompagnato da un piccolo drappello di cavalieri, Hidetora si reca come ospite a turno presso i due figli maggiori e presto si rende conto che Saburo aveva ragione: Taro, sobillato dalla moglie Kaede, figlia di un nobile ucciso in passato da Hidetora, tratta malissimo il padre, esige invano che rinunci al titolo di daimyō e lo caccia alla sua prima protesta; anche dall'altro fratello Jiro, il vecchio subisce un pessimo trattamento. Temendo che il padre possa cambiare idea e pretendere di nuovo il trono, Jiro e Taro cospirano per eliminarlo, iniziano una campagna militare ed emettono un decreto che dichiara che chiunque aiuti Hidetora sarà marchiato come nemico e ucciso come tale. Dopo che Tango raggiunge Hidetora e gli dona delle provviste, l'altro riceve notizia del nuovo decreto di Taro, e insieme al buffone di corte Kyoami decide di rifugiarsi al Terzo Castello, che Saburo ha abbandonato; subito dopo Hidetora caccia il buffone Kyoami a seguito di uno scherno di quest'ultimo. Ben presto i due figli attaccano la sua fortezza da ogni lato: al culmine del breve ma violento assedio che segue, mentre tutti gli uomini fedeli a Hidetora cadono sotto i colpi dei samurai dei due fratelli, ad un tratto Jiro ordina al generale Kurogane di uccidere il fratello a tradimento con un colpo d'archibugio. Alla fine il vecchio daimyō, ormai impazzito, emerge dalle rovine come un'immagine spettrale ed è lasciato andare indenne dai soldati. Scortato dal buffone Kyoami e dal fedele Tango ricongiuntisi a lui, si rifugia in una misera capanna dove abita Tsurumaru, fratello di Sué, moglie di Jiro; costui è un suonatore di flauto, accecato e reso povero da Hidetora affinché non potesse cercare vendetta per il padre, un signore rivale da lui ucciso dopo una disputa tra terre. Spaventato dall'incontro con la vittima della sua ferocia, il vecchio fugge ancora accompagnato dal buffone, precipitando sempre più a fondo nella follia.
Divenuto il nuovo capo del clan Ichimonji, Jiro rientra al castello di Taro, dove lo attende la di lui vedova Kaede, che invece di piangere la morte del marito si mette a sedurre Jiro, con l'intenzione di vendicarsi e portare alla rovina tutta la famiglia: divenuta l'amante di Jiro, inizia a manovrarlo a suo piacere, convincendolo anche a uccidere sua moglie Sué che però è intanto fuggita insieme al fratello Tsurumaru grazie a Kurogane. Intanto, Tango incontra Ikoma e Ogura, due spie di Jiro che ora vivono in esilio; prima che uccida i due per il tradimento verso Hidetora e il primogenito Taro, Tango scopre che Jiro ha mandato degli assassini per uccidere Hidetora, e avverte dunque quest'ultimo per poi scappare subito ad avvertire Saburo. Cadendo sempre più nella follia, il vecchio daimyō raggiunge nella fuga una pianura vulcanica accompagnato da Kyoami.
Avvertito della situazione da Tango, Saburo torna con una piccola scorta di soli dieci guerrieri alla ricerca del padre. Jiro lo lascia inizialmente passare nel suo territorio, ma poi, spaventato dall'arrivo delle truppe dei signori rivali Ayabe e Fujimaki e spinto dai consigli di Kaede, decide di dare battaglia mandando vari archibugieri offrendo loro una lauta ricompensa nel caso uccidano Saburo e Hidetora. Ignora però i consigli del generale Kurogane e finisce per condurre il proprio esercito in una trappola nei boschi, dove viene quasi decimato dai moschetti di Saburo, e si ritira solo quando Jiro ode infine che Ayabe sta marciando verso il proprio castello. Lontano dal campo di battaglia, Saburo riesce finalmente a trovare il padre sulla pianura vulcanica e a riconciliarsi con lui, ma mentre padre e figlio cavalcano insieme facendo progetti per l'avvenire, esplodono dei colpi di archibugio e Saburo crolla a terra ucciso da uno dei cecchini di Jiro che stanno battendo in ritirata. Provato da un altro dolore, il vecchio Hidetora muore sul cadavere del figlio mentre cerca disperatamente di rianimarlo, e Fujimaki arriva in tempo solo per assistere alla morte del vecchio. Rassegnato, Tango si rivolge con queste parole al buffone che piange la morte del suo signore:
Nel frattempo, Sué e Tsurumaru fuggono dai sicari di Kaede, ma poi la giovane lascia il fratello sulle rovine del loro castello e torna sui suoi passi alla ricerca del flauto che questi aveva perduto nella fuga, ma i sicari di Kaede la raggiungono e la uccidono, per poi portarne la testa al castello di Jiro, ormai in procinto di cadere per mano di Ayabe. Il messaggero viene intercettato da Kurogane, che già da tempo sospettava i piani segreti di Kaede per distruggere il clan; furioso, il generale si precipita nelle stanze della donna, e questa ammette che voleva vendicarsi contro Hidetora che anni prima aveva ucciso suo padre e distrutto la sua famiglia. Kurogane la decapita di fronte al suo signore Jiro, per poi perire nel corso dell'ultima resistenza destinata a fornire a quest'ultimo il tempo di commettere seppuku.
La morte di Jiro segna l'estinzione definitiva della casata Ichimonji, e Hidetora e Saburo ricevono una solenne processione funebre. Intanto, solo nelle rovine del castello, Tsurumaru inciampa e fa cadere l'immagine di Amida Buddha che Sue gli aveva regalato, e il film si conclude con la sagoma di Tsurumaru solo e cieco sul panorama del castello in cima alle rovine.

## Produzione
La genesi di Ran ha inizio otto anni prima della sua realizzazione, quindi prima ancora delle riprese di Kagemusha. Anzi, il regista ebbe a dichiarare di aver girato Kagemusha proprio come banco di prova, per dimostrare ai produttori giapponesi che i film storici non erano fuori moda.
Ritiratosi nella modesta casa di Gotemba insieme a due fidati sceneggiatori, Hideo Oguni e Masato Hara, Kurosawa scrisse il copione partendo da un aneddoto di storia giapponese, il famoso aneddoto delle tre frecce: il generale Mōri Motonari, realmente esistito nel XVI secolo, ebbe tre figli: quando, sentendosi vecchio, decise di dividere il feudo fra i tre eredi, il loro comportamento fu così esemplare che, grazie al comune accordo, il feudo poté prosperare e ingrandirsi. Riflettendo su questa pagina di storia, Kurosawa si chiese cosa sarebbe successo se i tre figli di Mōri si fossero comportati come le tre figlie di Re Lear: così prese forma l'idea del film che, più che una trasposizione della tragedia shakespeariana, doveva essere una storia giapponese "ispirata a" Re Lear. I tre scrivevano le varie scene indipendentemente l'uno dall'altro, poi le sottoponevano agli altri due ascoltando le osservazioni e i commenti. Man mano che la stesura andava avanti, i tre non riuscivano più a distinguere cosa appartenesse a Shakespeare e cosa appartenesse alla loro immaginazione. Il lavoro fu terminato in cinque settimane, ma il vero problema fu trovare i finanziamenti. 
Kurosawa godeva in Giappone di una cattiva reputazione nonostante i premi vinti in Occidente: soprannominato Tenno (imperatore) non tanto per la sua autorevolezza quanto per il carattere ostinato e risoluto, non riusciva a convincere nessuna casa di produzione (anche la realizzazione di Kagemusha era stata possibile solo grazie alla Fox e alle garanzie fornite da Francis Ford Coppola e George Lucas). Nel 1984 si fece avanti il produttore francese indipendente Serge Silberman, già abituato a trattare con perfezionisti del cinema come Buñuel, fornendo un budget di 11 milioni di dollari (6.5 milioni attraverso la Nippon Herald e 4.5 di tasca propria), il budget fino ad allora più alto per un film giapponese, e le riprese poterono cominciare. Kurosawa, così come per il film precedente, aveva fissato le inquadrature in centinaia di disegni colorati ad acquerello e li utilizzò come storyboard; per tre mesi girò le isole giapponesi (soprattutto Kyūshū e Hokkaidō) per trovare gli sfondi migliori. Utilizzò le verdi pendici del monte Aso, uno dei più vasti crateri vulcanici del mondo, e fece costruire un castello nel deserto vulcanico ai piedi del Fuji per la scena più avvincente del film. Il castello fu realizzato con tanti e tali dettagli che divenne un'attrazione, sicché le guide turistiche locali fecero pressioni affinché non fosse bruciato durante le riprese.
La realizzazione del film durò circa 9 mesi. Il film fu presentato al pubblico giapponese nel giugno 1985 ed esordì sugli schermi europei a Parigi in occasione della Fête du Cinema (settembre 1985), proiettato su maxischermo davanti a 5000 persone nella piazza antistante il Beaubourg.

## Documentario sulla lavorazione
Nel 1985 il regista Chris Marker realizzò A.K., un documentario sul making-of di Ran, dove tra l'altro vengono mostrati i "fedelissimi" collaboratori di Kurosawa, tra i quali il tecnico del suono Fumio Yanoguchi, scomparso poco tempo dopo, alcune riprese del dietro le quinte incentrate su alcune comparse alle prese con i costumi, nonché estratti audio di riflessioni dello stesso Kurosawa, tratti da una conversazione con l'autore francese.

## Riconoscimenti
- 1986 - Premio Oscar
  - Migliori costumi a Emi Wada
  - Nomination Migliore regia a Akira Kurosawa
  - Nomination Migliore fotografia a Takao Saitō, Shôji Ueda e Asakazu Nakai
  - Nomination Migliore scenografia a Yoshirō Muraki e Shinobu Muraki
- 1987 - Premio BAFTA
  - Miglior film straniero a Serge Silberman, Masato Hara e Akira Kurosawa
  - Miglior trucco a Tameyuki Aimi, Chihako Naito e Noriko Takemizawa
  - Nomination Migliore sceneggiatura non originale a Akira Kurosawa, Hideo Oguni e Masato Ide
  - Nomination Migliore fotografia a Takao Saitō, Shôji Ueda e Asakazu Nakai
  - Nomination Migliore scenografia a Yoshirō Muraki e Shinobu Muraki
  - Nomination Migliori costumi a Emi Wada
- 1985 - National Board of Review Award
  - Miglior film
  - Migliore regia a Akira Kurosawa

- 1986 - David di Donatello
  - Miglior regista straniero a Akira Kurosawa
- 1986 - Premio César
  - Nomination Miglior film straniero a Akira Kurosawa
  - Nomination Miglior manifesto a Benjamin Baltimore
- 1986 - Boston Society of Film Critics Award
  - Miglior film
  - Migliore fotografia a Takao Saitō, Shôji Ueda e Asakazu Nakai
- 1985 - Los Angeles Film Critics Association Award
  - Miglior film straniero a Akira Kurosawa
  - Miglior colonna sonora a Tôru Takemitsu
- 1985 - New York Film Critics Circle Award
  - Miglior film in lingua straniera (Giappone)

## Home video
- Nel 2010, in occasione del centenario della nascita di Kurosawa, il film è uscito in doppia versione Special Edition in DVD e Blu Ray, pubblicati dalla Universal[5]. Oltre alla pellicola con audio e video restaurati, da segnalare tra gli extra alcuni documentari, che offrono un approfondimento sulla figura e il lavoro del regista: il citato A.K. (1985)[5], Akira Kurosawa Visto da Catherine Cadou [5] e Ran: l'epica e l'anima[5].